# Sogn og Fjordane tingrett
Sogn og Fjordane tingrett is een tingrett (kantongerecht) in de Noorse fylke Vestland. Het gerecht is gevestigd in Førde en heeft daarnaast zitting in Nordfjordeid, Florø en Sogndal. Het gerecht ontstond in 2017 toen Sogn tingrett werd samengevoegd met Fjordane tingrett. 
Het omvat op een na alle gemeenten in de vroegere provincie Sogn og Fjordane: Aurland, Balestrand, Leikanger, Luster, Lærdal, Sogndal, Vik, Årdal, Askvoll, Bremanger, Eid, Fjaler, Flora, Gloppen, Hornindal, Hyllestad, Høyanger, Selje, Solund, Stryn, Sunnfjord en Vågsøy. 
Sogn og Fjordane maakt deel uit van het ressort van Gulating lagmannsrett. In zaken waarbij beroep is ingesteld tegen een uitspraak van het gerecht zal de zitting van het lagmannsrett meestal worden gehouden in Bergen. 